# St. Michael (Bürstadt)

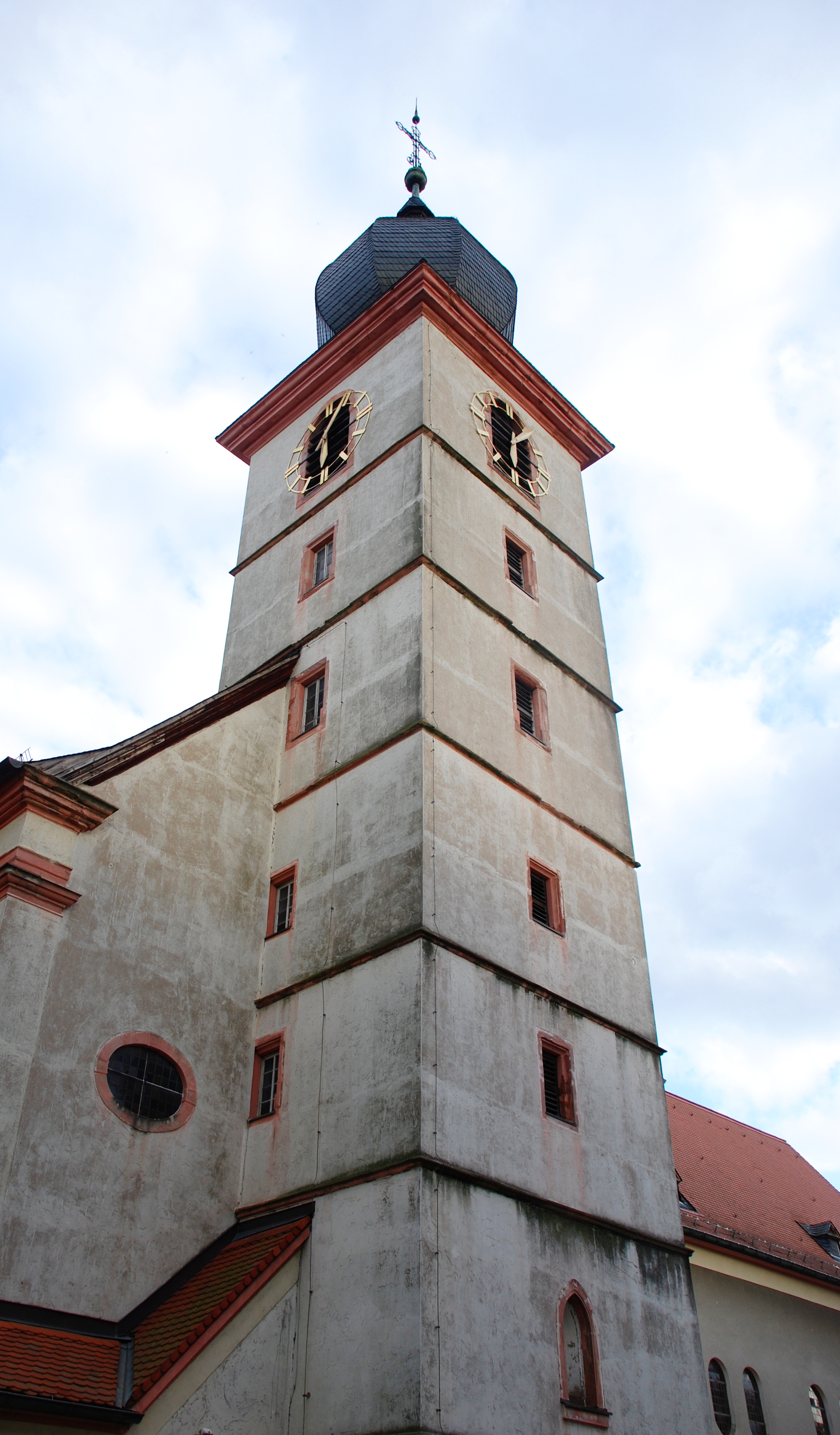
Kirchturm von St. Michael

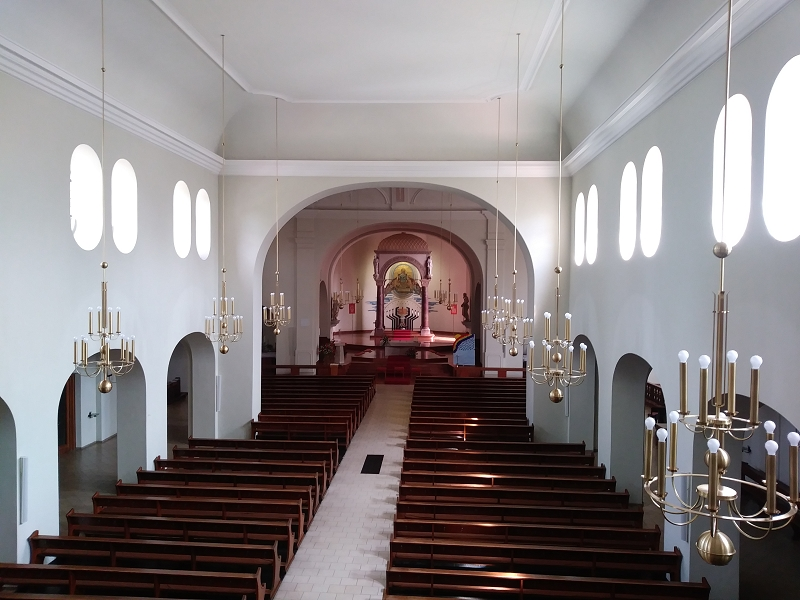
Innenraum

Die katholische Pfarrkirche St. Michael ist ein denkmalgeschütztes Kirchengebäude in Bürstadt im Landkreis Bergstraße (Hessen). Die Kirche der Pfarrgemeinde Bürstadt und Bobstadt gehört zum Pastoralraum Alfred Delp Südliches Ried in der Region Südhessen des Bistums Mainz.

## Geschichte und Architektur
Die Kirche wurde von 1731 bis 1736 nach Plänen von Johann Jakob Rischer unter der Bauleitung des Mainzer Werkmeisters J. Weydt erbaut und 1753 geweiht. Der Saalbau mit eingezogenem, dreiseitig geschlossenem Chor und Außengliederung durch Eckpilaster wurde 1930 durch einen barockisierenden Erweiterungsbau in der Nordsüdachse vergrößert. Die alte Kirche wurde so zum Querschiff der neuen Kirche. Die tonnengewölbte Decke mit Bandelwerkstuck stammt von Paul Löb aus Mainz. Die Untergeschosse des Westturmes sind vom Anfang des 16. Jahrhunderts, der Oberbau und die Barockhaube von 1756.

## Ausstattung
- Der ehemals zweistöckige Hochaltarbaldachin von 1910 stammt aus dem Mainzer Dom
- Von dem 1783 von Andreas Diettmann geschaffenen Hochaltar sind nur der Unterbau im alten Chor sowie die drei großen Heiligenstatuen der Hl. Michael sowie Petrus und Paulus erhalten.
- Glasfenster schuf der bekannte Glasmaler Otto Linnemann aus Frankfurt.
- Holzbildwerke der Hl. Wendelin und Johann von Nepomuk von 1781[1]

## Orgel

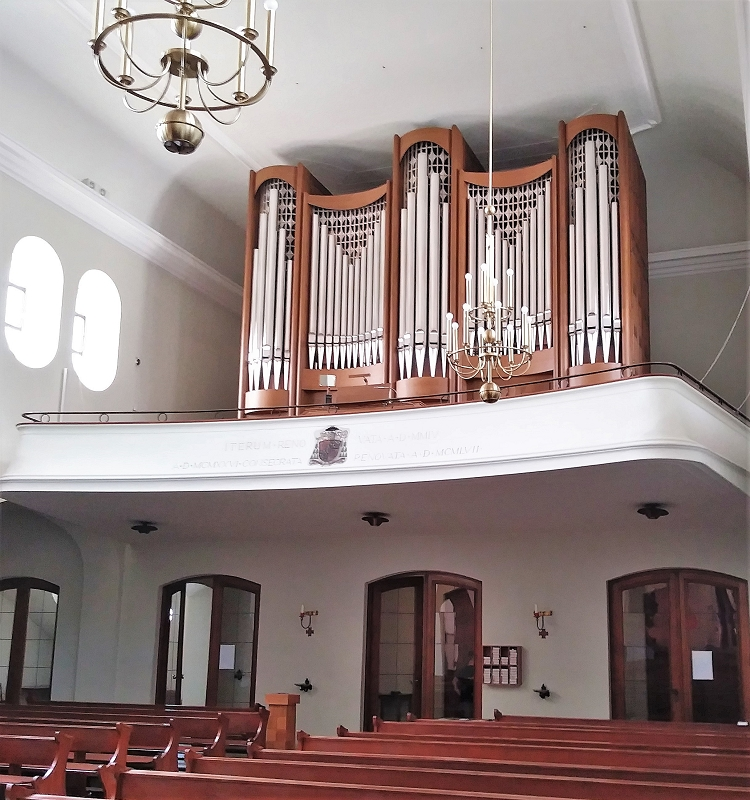
Eisenbarth-Orgel (2005)

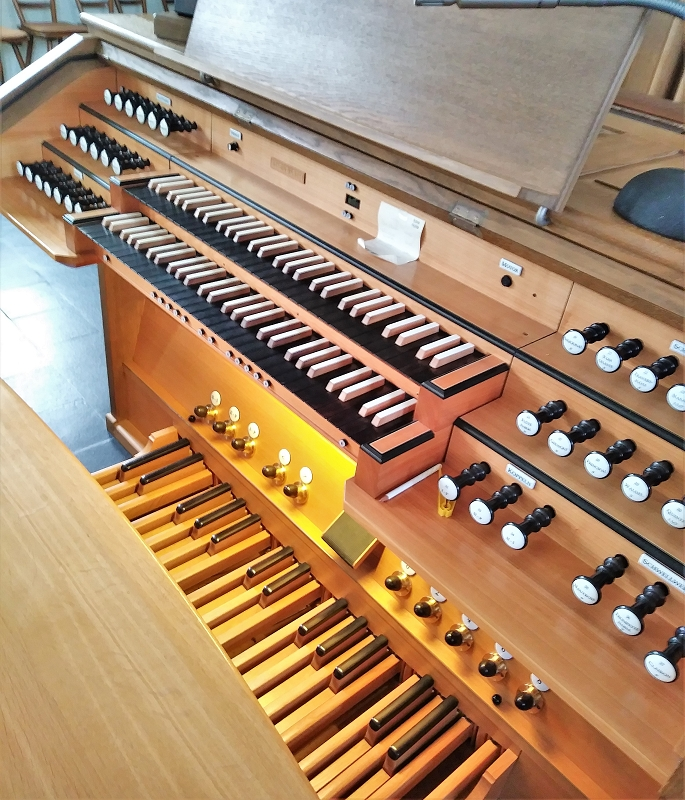
Spieltisch der Eisenbarth-Orgel

Die heutige Orgel wurde 2005 von der Firma Eisenbarth aus Passau erbaut und ersetzt ein Vorgängerinstrument der Lübecker Firma Emanuel Kemper aus dem Jahr 1960. Das Instrument besitzt 29 Register auf zwei Manualen und Pedal sowie Schleifladen mit mechanischer Spiel- und elektrischer Registertraktur. Die Disposition ist wie folgt:
| I Hauptwerk C–g3 |              |       |
| 1.               | Bourdon      | 16′   |
| 2.               | Principal    | 8′    |
| 3.               | Tibia        | 8′    |
| 4.               | Rohrflöte    | 8′    |
| 5.               | Gamba        | 8′    |
| 6.               | Octave       | 4′    |
| 7.               | Blockflöte   | 4′    |
|                  | Quinte       | 2 ⁄3′ |
| 8.               | Superoctave  | 2′    |
| 9.               | Mixtur V     | 1 ⁄3′ |
| 10.              | Cornett II-V | 2 ⁄3′ |
| 11.              | Trompete     | 8′    |

| II Schwellwerk C-g3 |                      |        |
| 12.                 | Flûte harmonique     | 8′     |
| 13.                 | Gedackt              | 8′     |
| 14.                 | Salicional           | 8′     |
| 15.                 | Voix céleste         | 8′     |
| 16.                 | Principal            | 4′     |
| 17.                 | Traversflöte         | 4′     |
| 18.                 | Nasat                | 2 ⁄3′  |
| 19.                 | Waldflöte            | 2′     |
| 20.                 | Terz                 | 1 3⁄5′ |
|                     | Quinte               | 1 ⁄3′  |
| 21.                 | Plein jeu IV         | 2′     |
| 22.                 | Trompette harmonique | 8′     |
| 23.                 | Hautbois             | 8′     |
| 24.                 | Clairon              | 4′     |
|                     | Tremulant            |        |

| Pedal C-f1 |                 |     |
| 25.        | Flötenprincipal | 16′ |
| 26.        | Subbass         | 16′ |
|            | Principalbass   | 8′  |
|            | Gedecktbass     | 8′  |
| 27.        | Choralbass      | 4′  |
| 28.        | Posaune         | 16′ |
| 29.        | Trompete        | 8′  |

- Koppeln: II/I, I/P, II/P
- Spielhilfen: Setzeranlage

Anmerkung:
1. ↑  Vorabzug aus Nr. 11
2. ↑  Ab c0
3. ↑  Vorabzug aus Nr. 21
4. ↑  Extension aus Nr. 25
5. ↑  Extension aus Nr. 26

## Glocken
Im Kirchturm hängt ein vierstimmiges Glockengeläut aus Bronze, dessen Glocken 1959 von der Gießerei Friedrich Wilhelm Schilling in Heidelberg gegossen wurden.
| Glocke | Name           | Gewicht | Schlagton |
| ------ | -------------- | ------- | --------- |
| 1      | Michaelsglocke | 2254 kg | c′        |
| 2      | Marienglocke   | 1520 kg | es′       |
| 3      | Georgsglocke   | 1040 kg | f′        |
| 4      | Josephsglocke  | 707 kg  | g′        |